# Джувара, Нягу
Нягу Джувара (рум. Neagu Djuvara [ˈne̯aɡu d͡ʒjuˈvara]; 18 (31) августа 1916, Бухарест, Королевство Румыния — 25 января 2018,
Бухарест, Румыния ) — румынский писатель, историк и дипломат.

## Биография

### Ранние годы
Родился в аромунской аристократической семье в Бухаресте. Его дядя А. Джувара (1858—1913), государственный, политический, общественный и дипломатический деятель.
Во время Второй мировой войны сражался на восточном фронте, под Одессой (1941) был ранен. К 1943 году оставил правые взгляды и стал сторонником парламентаризма.

### Дипломатическая карьера
В тот самый день, когда Румыния в результате заговора сменила своих союзников во Второй мировой, Нягу был отправлен дипломатическим курьером в Швецию. Там он передал инструкции послу Фредерику Нану и тот провёл закрытые консультации с советским послом Коллонтай о послевоенной судьбе своей страны и мнении Сталина на этот счет. После войны Нягу вспоминал, что ни он, ни Нану, не имели мандата подписывать какие-либо документы.

### Эмиграция
Будучи обвинён в шпионаже и став «героем» показательных процессов в Румынии, решил остаться за границей. Он отправился в Париж и занялся антикоммунистической деятельностью. Среди прочего, работал в журнале Casa Românească.
В 1961 перебрался в Нигер, заключив контракт с МИД этой африканской страны. Там он был профессором и советником главы государства А. Диори. Получил докторскую степень в Сорбонне.
С 1984 года снова жил в Европе, работая на Радио Свободная Европа и перемещаясь между Парижем и Мюнхеном, а также периодически совершая визиты в США и Канаду.

### После 1989 года
Вернулся в Румынию из изгнания вскоре после революции 1989 года. Его исторические работы и он сам весьма популярны на родине писателя, однако, по его собственным словам, профессиональные историки считают его «любителем». В 2000 году награждён Большим крестом национального ордена «За заслуги». В 2006 году удостоен Большого креста ордена «За верную службу». В августе 2016 в связи со столетним юбилеем ему был вручён кавалерский крест ордена Звезды Румынии.